# 인터랙티브 코믹스
인터랙티브 코믹스 또는 인터랙티브 툰은 인터랙티브 미디어의 한 유형으로서, 다양한 멀티미디어와 인터페이스를 활용하여 사용자의 참여와 상호작용을 이끌어내는 새로운 형식의 디지털 만화를 의미하는 용어이다. 좁은 의미의 인터랙티브 코믹스는 스토리 구조를 비선형이고 다중적으로 제작하여 독자가 인터랙션을 통해 만화의 스토리에 직접적으로 개입하는 경험을 주는 작품을 의미하지만 단순히 독자의 클릭에 따른 음향 효과, 모션 효과를 재생함으로써 낮은 정도의 사용자 경험을 주는 작품(모션 코믹스)도 인터랙션을 활용하였다는 측면에서 인터랙티브 코믹스로 분류할 수 있다.

## 특징
인터랙티브 코믹스가 다른 디지털 만화와 구분되는 가장 큰 특징은 독자와의 인터랙션(상호작용)을 중요시한다는 것이다. 인터랙션은 독자에게 몰입이라는 경험을 가져다 주는 행위로, 인터랙티브 코믹스를 포함한 인터랙티브 스토리텔링이라는 분야가 가지는 독특한 특징이다. 몰입은 사람들이 다른 어떠한 일에도 관심을 보이지 않을 정도로 지금 하고 있는 일에 푹 빠져 있는 상태를 의미하며, 몰입을 통해 독자들은 현실과는 다른 가상현실에 자신이 둘러싸여 있는 듯한 즐거움을 얻을 수 있는데, 인터랙티브 스토리텔링은 이러한 몰입의 즐거움을 참여적 행동, 즉 인터랙션에서 이끌어 낸다. 인터랙티브 스토리텔링에서의 몰입은 1) 완성해야할 과제, 2) 수행 과제에 대한 집중, 3) 과제에 대한 명확한 목표 설정, 4)즉각적 피드백, 5) 과제에 대해 취하는 행동의 통제감, 6) 인터랙션 상에서 호기심 등을 통해 구현되는데, 인터랙티브 코믹스에서도 역시 이러한 몰입적 요소들이 나타난다.
인터랙티브 코믹스에서 나타나는 인터랙션은 크게 4가지로 나타난다.

### 비선형적 스토리의 구성
인터랙티브 코믹스의 경우 이야기를 단선적인 일방향성으로 전개하는 것이 아니라 비선형적 또는 다중형식으로 전개한다. 독자는 이야기 분기점에서 선택을 내림으로써 이야기의 방향과 결말을 다른 방식으로 구성하는 경험을 갖게 되며 이를 통해 이야기의 경험자이자 참여자가 된다.

### 모션의 활용
인터랙티브 코믹스에서는 기존의 만화와는 달리 이미지와 텍스트의 동적 구현을 실현하고 있다. 인쇄 매체의 한계로 인해 정지되고 고정되었던 만화의 이미지와 텍스트는 인터랙티브 환경에서 운동성과 생명력을 부여받으며, 독자는 이를 통해 시각적인 몰입 및 다양한 경험을 하게 된다.

### 사운드의 활용
인터랙티브 코믹스에서는 만화에 음성, 음악, 효과음 등의 소리를 만화에 삽입하여 작품에 대한 청각적인 정보를 전달함으로써 몰입에 기여한다. 독자는 스토리의 진행에 따라 음성으로 이루어진 메시지를 전달받기도 하지만 때로는 사운드를 선택적으로 독자가 작품 속에 삽입하여 소리를 전달하는 참여자가 되기도 한다.

### 이벤트의 활용
인터랙티브 코믹스에서는 화면 안의 지정된 위치 또는 임의의 위치를 선택하였을 경우 이미지나 텍스트 또는 장면 등이 새롭게 등장하거나 사라지는 효과를 구현한다. 이벤트 요소는 모션활용과 결합되기도 하며 독자들은 이러한 구성요소의 생성과 소멸을 통해 호기심이 유발되고 작품에 몰입하게 된다.

## 재미 요소
인터랙티브 코믹스의 재미요소는 스토리전개 방식, 인터페이스, 장면연출 세 가지 측면에서 나타난다. 이 기준에 따른 재미 구현 방식은 다음과 같다.
| 기준       | 방식            | 설명 및 유형 |
| ---------- | --------------- | --- |
| 스토리전개 | 분기점선택      | 분기점 선택을 통해 이야기를 체험하고 상호작용을 즐기는 구조 - 다중사건 구조: 사건이 발생할 시 분기점으로 선택하여 이야기 전개 - 복선 구조: 스토리에 대한 다양한 정보(복선, 암시, 사건의 단서)를 화면 곳곳에 숨겨두고 이를 찾도록 유도 |
| 스토리전개 | 독자 참여       | 독자가 스토리에 직접 참여하는 구조 - 피드백 구조: 독자의 참여시기에 따라 '구상단계', '중간단계','결말단계' 피드백으로 구분 - 릴레이 구조: 단선형이나 복선형 구조의 스토리를 독자가 릴레이하면서 이야기를 완성하는 구조                |
| 인터페이스 | 직접적 시선유도 | 화면에 직접적으로 시선을 유도하는 장치들을 통해 사용자의 행동을 지시 예) 페이지 넘김, 버튼, 화살표 등 |
| 인터페이스 | 간접적 시선유도 | 화면 속에 숨겨져 있는 상호작용을 발견함으로써 몰입할 수 있게 하는 장치. 예) 롤오버에 의한 작동, 깜박임(발광)이나 소리(SE), 다른 형식(게임)을 숨겨놓음.                                                                                |
| 장면연출   | 시각적 연출     | - 캐릭터 애니메이션 - 카메라 앵글, 줌인&줌아웃 등 - 말풍선, 모션 텍스트 - 그래픽 효과, 장면전환 효과 |
| 장면연출   | 청각적 연출     | - 효과음 - 대사, 내레이션 - 배경음악 |

## 논의점

### 용어 선택
인터랙티브 코믹스라는 용어가 모션코믹스라는 용어와 혼용되어 사용될 때가 있다. 모션코믹스, 또는 무빙카툰은 원작 출판만화의 이미지(캐릭터, 소품, 배경과 효과선 등)들과 텍스트(효과음, 대사,내레이션 등)에 '깜박거림, 확대 및 축소, 캐릭터 위치 이동 , 캐릭터 표정의 변화, 칸의 움직임' 등의 애니메이션 효과를 적용하거나, '배경음악, 내레이션 및 대사, 기타 효과음 등 사운드 효과' 등의 소리를 첨가한 형식을 말한다. 이러한 모션코믹스는 인터랙티브 코믹스의 본질이라고 할 수 있는 "사용자의 적극적인 참여를 통해 이야기
가 진행과 쌍방향의 즉각적 소통이 이루어지는 것" 이 낮은 정도로 실현되기 때문에 이 둘을 구별하여 설명하는 경우가 있다. 그러나 사용자의 행동에 반응하여 결과물이 출력되는, 즉 인터랙션이 존재하는 디지털 만화라면 인터랙티브 코믹스 내지는 인터랙티브 툰으로 불리고 있기 때문에, 광의의 인터랙티브 코믹스는 모션코믹스 장르도 포괄하는 개념이다.

### 다른 디지털 장르와의 차이
동적인 이미지 및 사운드로 이루어진 애니메이션에서는 모션의 활용 측면에서, 비주얼 노벨과 같은 일부 게임 장르에서는 독자가 참여적으로 스토리라인을 구성하게 되는 비선형적 스토리라인이라는 측면에서 인터랙티브 코믹스와 유사점을 보이고 있다. 기존의 이러한 장르와 인터랙티브 코믹스를 구분짓는 차이는 인터랙티브 코믹스의 경우 '페이지'와 '칸'이라는 만화의 문화적 형식을 유지하고 있으며 화면의 페이지 전체가 움직이는 것이 아니라 페이지나 칸 안에서 부분적인 움직임이 구현된다는 것이다.

## 사례

### 대표적 사례
- 《NARR8》은 인터랙티브 디지털 콘텐츠를 제작 및 유통하는 하는 벤처 기업로써, 인터랙티브 전자책 애플리케이션인 <NARR8>을 통해 전자책 만화와 애니메이션을 결합한 모션 코믹스, 음악 효과로 생동감을 살린 인터랙티브 소설, 에듀테인먼트 요소를 담은 논픽션 등을 주요콘텐츠로 출간하고 있다. 특히 모션 코믹스 분야는 <NARR8>에 있어 중요한 위치에 있는데, 이는 <NARR8>이 원래 모바일 기기를 통해 볼 수 있는 모션 코믹스를 만들기 위한 서비스로 출발하였기 때문이다. 현재 <타락한 천사>, <서브젝트#9>, <JAM> 등의 모션코믹스 작품들은 "NARR8"의 사용자들이 가장 많이 찾는 시리즈로서 인기를 끌고 있다.[9]
- 《DC 코믹스》는 2013년 “The Future of Storytelling”전시회에서 독자와의 상호작용을 강조하는 DC2와 DC2: Multiverse를 발표하며 이의 첫 작품으로써 인터랙티브 코믹스 콘텐츠인 <BATMAN: ARKHAM ORIGINS>의 출시를 언급한 바 있다. 이 작품에서 독자들은 콘텐츠 내 인터랙션을 통해 역동적인 이미지와 효과음을 결합시킬 수도 있고, 히어로의 운명을 결정짓는 다양한 옵션을 선택하여 이야기의 결말까지 달라지게 할 수 있다.[10]

### 한국
- 한국의 작가 호랑은 독자들이 웹툰을 읽으며 작동시키는 스크롤바의 위치를 파악하여 애니메이션 플래시와 효과음을 재생시키는 공포 인터랙티브 툰 시리즈를 선보인 바 있다. 예를 들어 <봉천동 귀신>에서는 애니메이션 프레임을 길게 배열하고, 이 애니메이션 프레임이 위치한 곳까지 독자들이 스크롤바가 이동시키면 스크롤을 일정 간격 단위로 자동적으로 움직이게 하여 동적인 효과를 구현하였다.[11]
- 한국의 작가 마나몽은 만화 프레임 안에서 영상과 소리를 재생시키거나 터치에 반응하여 스토리를 진행하는 인터랙티브 툰인 <우주동물원 팡고고>를 연재하고 있다.[12]

## 같이 보기
- 인터랙티브 미디어
- 인터랙티브 스토리텔링
- 웹툰